# Ophiomisidium mirabile
Ophiomisidium mirabile är en ormstjärneart som beskrevs av Smirnov 1977. Ophiomisidium mirabile ingår i släktet Ophiomisidium och familjen fransormstjärnor. Inga underarter finns listade i Catalogue of Life.